# Almbuckla
Almbuckla (Taphrina ulmi) är en svampart som först beskrevs av Karl Wilhelm Gottlieb Leopold Fuckel, och fick sitt nu gällande namn av Carl Johan Johanson 1886. Almbuckla ingår i släktet Taphrina och familjen häxkvastsvampar.  Arten är reproducerande i Sverige. Inga underarter finns listade i Catalogue of Life.